# Sports 2000

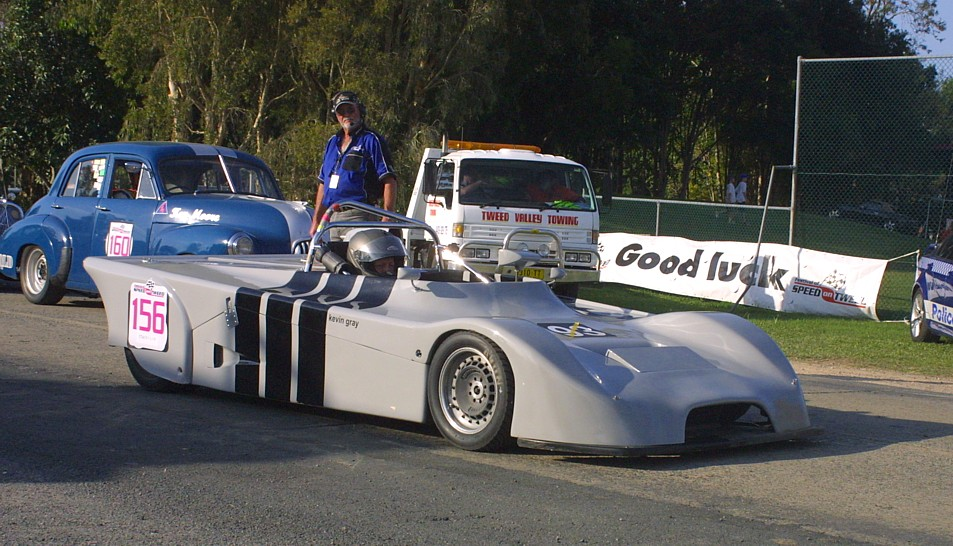
Royale RP37

Sports 2000 är en sportvagnsklass som var populär under 1980-talet då det hölls både nationella och internationella mästerskap. Bilarna tävlar än idag inom historisk racing.
Sports 2000-bilarna har öppen kaross med täckta hjul och tävlar i enhetsserier motsvarande Formel Ford 2000. Ursprungligen användes tvåliters Pinto-motorer men idag tillåts även moderna Ford-motorer. Flera tillverkare hade tidigare byggt bilar till sportvagns-EM och inkluderar välrenommerade märken som Chevron, Lola, March och Tiga Race Cars.